# Campomanesia
Campomanesia je rod z čeledi myrtovitých. Jeho zástupci se přirozeně vyskytují na území Jižní Ameriky a Trinidadu.
Poprvé jej popsali v roce 1794 Hipólito Ruiz López a José Antonio Pavón y Jiménez ve svém díle Florae Peruvianae, et Chilensis Prodromus.  Volbou jména uctili Pedra Rodrígueza de Campomanes, španělského státníka a ekonoma 18. století. Synonymními názvy zavedenými německým botanikem Ottou Karlem Bergem jsou  Abbevillea, Acrandra, Britoa, Lacerdaea a Paivaea. Kromě toho je synonymem Burchardia, které zavedl německý botanik Noël Martin Joseph de Necker.